# Eschatoceras virescens
Eschatoceras virescens är en insektsart som beskrevs av Ludwig Redtenbacher 1891. Eschatoceras virescens ingår i släktet Eschatoceras och familjen vårtbitare. Inga underarter finns listade i Catalogue of Life.